# Tasiocera bipennata
Tasiocera bipennata là một loài ruồi trong họ Limoniidae. Chúng phân bố ở miền Australasia.